# Lijst van voetbalinterlands Colombia - Kameroen
Deze lijst van voetbalinterlands is een overzicht van alle officiële voetbalwedstrijden tussen de nationale teams van Colombia en Kameroen. De landen speelden tot op heden vier keer tegen elkaar. Het eerste duel, een achtste finale tijdens het Wereldkampioenschap voetbal 1990, werd gespeeld op 23 juni 1990 in Napels (Italië). De laatste ontmoeting, een vriendschappelijke wedstrijd, vond plaats in Getafe (Spanje) op 13 juni 2017.

## Wedstrijden
| № | Plaats       | Datum           | Competitie                   | Wedstrijd           | Uitslag |
| - | ------------ | --------------- | ---------------------------- | ------------------- | ------- |
| 1 | Napels       | 23 juni 1990    | WK 1990                      | Kameroen – Colombia | 2 – 1   |
| 2 | Lyon         | 26 juni 2003    | FIFA Confederations Cup 2003 | Kameroen – Colombia | 1 – 0   |
| 3 | Barranquilla | 16 oktober 2012 | Vriendschappelijk            | Colombia − Kameroen | 3 − 0   |
| 4 | Getafe       | 13 juni 2017    | Vriendschappelijk            | Kameroen − Colombia | 0 − 4   |

## Samenvatting
| Competitie              | Totaal gespeeld | Winst Colombia | Gelijk | Winst Kameroen | Doelsaldo Colombia – Kameroen |
| ----------------------- | --------------- | -------------- | ------ | -------------- | ----------------------------- |
| WK-eindronde            | 1               | 0              | 0      | 1              | 1 − 2                         |
| FIFA Confederations Cup | 1               | 0              | 0      | 1              | 0 − 1                         |
| Vriendschappelijk       | 2               | 2              | 0      | 0              | 7 − 0                         |
| Totaal                  | 4               | 2              | 0      | 2              | 8 − 3                         |

Wedstrijden bepaald door strafschoppen worden, in lijn met de FIFA, als een gelijkspel gerekend.

## Details

### Eerste ontmoeting
| WK 1990 (Napels, Italië, 23 juni 1990): |              | |
| Kameroen | 2 – 1        | Colombia |
| Roger Milla 106' Roger Milla 108' | goals        | 117' Bernardo Redín |
| Valeri Nepomniachi | bondscoach   | Francisco Maturana |
| Thomas N'Kono Jules Onana Victor N'Dip Akem Bertin Ndingue Ebwelle Stephan Tataw Cyrille Makanaky 70' Emmanuel Mabouang André Kana-Biyik Emile M'Bouh M'Bouh Louis M'Fedé 54' François Oman-Biyik | opstellingen | René Higuita Luis Fernando Herrera Luis Carlos Perea Andrés Escobar Gildardo Gómez Leonel Álvarez 63' Luis Fajardo Carlos Valderrama 80' Gabriel Gómez Carlos Estrada Freddy Rincón |
| Roger Milla 54' Boneventure Djonkep 70' | wissels      | 63' Arnoldo Iguarán 80' Bernardo Redín |
| André Kana-Biyik 44' Victor N'Dip-Akem 47' Emile M'Bouh M'Bouh 44' Jules Onana 117' | gele kaarten | 72' Luis Carlos Perea 74' Gabriel Gómez |

### Tweede ontmoeting
| FIFA Confederations Cup 2003 (Lyon, Frankrijk, 26 juni 2003): |              | |
| Kameroen | 1 – 0        | Colombia |
| Pius Ndiefi 9' | goals        | |
| Winfried Schäfer | bondscoach   | Francisco Maturana |
| Carlos Kameni Pierre Njanka Lucien Mettomo Rigobert Song Bill Tchato Geremi Njitap Éric Djemba-Djemba Marc-Vivien Foé 75' Modeste M'bami Pius Ndiefi 74' Mohamadou Idrissou 90' | opstellingen | Óscar Córdoba Gonzalo Martínez Iván Córdoba Mario Yepes 70' Gerardo Bedoya Arnulfo Valentierra Giovanni Hernández 46' Rubén Darío Velásquez Jorge López Víctor Aristizábal Jairo Patiño |
| Thimothée Atouba 74' Valery Mézague 75' Ngassam Falemi 90' | wissels      | 46' Elson Becerra 70' Elkin Murillo |
| Marc-Vivien Foé 23' Carlos Kameni 37' Éric Djemba-Djemba 77' | gele kaarten | 49' Iván Córdoba 54' Óscar Córdoba |
| Bill Tchato 43', 69' | rode kaarten | |
| - Middenvelder Marc-Vivien Foé van Kameroen zeeg ineen in de 72ste minuut en overleed later in het ziekenhuis.                                                                  |              | |

### Derde ontmoeting
| Vriendschappelijk (Barranquilla, Colombia, 16 oktober 2012): |              | |
| Colombia | 3 – 0        | Kameroen |
| Jackson Martínez 23' Carlos Bacca 61' Dorlan Pabón 81' | goals        | |
| José Pékerman | bondscoach   | Jean-Paul Akono |
| David Ospina 46' Juan Cuadrado 46' Gilberto Garcia Cristián Zapata Aquivaldo Mosquera Juan Fernando Quintero 46' Fredy Guarín 71' Carlos Sánchez 70' Pablo Armero 70' Jackson Martínez Carlos Bacca | opstellingen | Lawrence Ngome Gustave Moundi Stéphane Meyoupo Paul Bebey Guy Roger Toindouba Jean Ndzana Stéphane Mpondo Nfor Webnje 55' Vigny Kologni 67' Ousmaila Baba 85' Clevis Ashu |
| Faryd Mondragón 46' Elkin Soto 46' Dorlan Pabón 46' Edwin Valencia 70' Christian Marrugo 70' Aldo Ramírez 71'                                                                                       | wissels      | 55' Bertin Ebanga 67' Arnaud Monkam 85' Pierre Zang |
| Juan Cuadrado 42' Cristián Zapata 78' | gele kaarten | 34' Stéphane Mpondo 65' Nfor Webnje |
| - Debuut van Juan Fernando Quintero en Gilberto Garcia voor Colombia. |              | |

Colfútbol · A-internationals · Selecties · Statistieken · Bondscoaches · Colombiaans vrouwenelftal · Olympisch elftal · Colombia U20 · Colombia U17
1938 – 1949 ·
1950 – 1959 ·
1960 – 1969 ·
1970 – 1979 ·
1980 – 1989 ·
1990 – 1999 ·
2000 – 2009 ·
2010 – 2019 ·
2020 – 2029
WK 1962 · 
WK 1990 · 
WK 1994 · 
WK 1998 · 
WK 2014 · 
WK 2018
OS 1968 · 
OS 1972 · 
OS 1980 · 
OS 1992 · 
OS 2016
1938 · 
1939 · 1940 · 1941 · 1942 · 1943 · 1944 · 
1946 · 
1947 · 
1948 · 
1949 · 
1950 · 1951 · 1952 · 1953 · 1954 · 1955 · 1956 · 
1957 · 
1958 · 1959 · 1960 · 
1961 · 
1962 · 
1963 · 
1964 · 
1965 · 
1966 · 
1967 · 
1968 · 
1969 · 
1970 · 
1971 · 
1972 · 
1973 · 
1974 · 
1975 · 
1976 · 
1977 · 
1978 · 
1979 · 
1980 · 
1981 · 
1982 · 
1983 · 
1984 · 
1985 · 
1986 · 
1987 · 
1988 · 
1989 · 
1990 ·
1991 · 
1992 · 
1993 · 
1994 · 
1995 · 
1996 · 
1997 · 
1998 · 
1999 · 
2000 · 
2001 · 
2002 · 
2003 · 
2004 · 
2005 · 
2006 · 
2007 · 
2008 · 
2009 · 
2010 · 
2011 · 
2012 · 
2013 · 
2014 · 
2015 · 
2016 · 
2017 ·
2018 ·
2019 ·
2020 ·
2021
Algerije ·
Argentinië ·
Australië ·
Bahrein ·
België ·
Bolivia · 
Brazilië ·
Canada ·
Chili ·
China · 
Costa Rica ·
Cuba ·
DDR ·
Duitsland ·
Ecuador ·
Egypte ·
El Salvador ·
Engeland ·
Finland ·
Frankrijk ·
Griekenland ·
Guatemala · 
Haïti ·
Honduras ·
Hongarije ·
Hongkong ·
Ierland ·
Irak ·
Israël ·
Ivoorkust ·
Jamaica ·
Japan ·
Joegoslavië ·
Jordanië ·
Kameroen ·
Koeweit · 
Liberia · 
Marokko ·
Mexico ·
Montenegro ·
Nederland ·
Nederlandse Antillen ·
Nicaragua ·
Nieuw-Zeeland · 
Nigeria ·
Noord-Ierland ·
Noorwegen ·
Panama ·
Paraguay ·
Peru ·
Polen ·
Puerto Rico ·
Qatar ·
Roemenië ·
Saoedi-Arabië ·
Schotland ·
Senegal ·
Servië ·
Slovenië ·
Slowakije ·
Sovjet-Unie ·
Spanje ·
Trinidad en Tobago ·
Tsjecho-Slowakije ·
Tunesië · 
Turkije · 
Uruguay ·
Venezuela ·
Verenigde Arabische Emiraten · 
Verenigde Staten ·
Zuid-Afrika ·
Zuid-Korea ·
Zweden ·
Zwitserland
Brazilië (2014) ·
Engeland (2018) ·
Griekenland (2014) ·
Ivoorkust (2014) ·
Japan (2014) ·
Japan (2018) ·
Polen (2018) ·
Senegal (2018) ·
Uruguay (2014)
FCF · A-internationals · Selecties · Bondscoaches · Statistieken · Kameroens vrouwenelftal · Kameroen U21 · Kameroen U20 · Kameroen U19 · Kameroen U18 · Kameroen U17
1960 – 1969 · 
1970 – 1979 · 
1980 – 1989 · 
1990 – 1999 · 
2000 – 2009 · 
2010 – 2019 ·
2020 − 2029
CC 2001 · 
CC 2003
WK 1982 · 
WK 1990 · 
WK 1994 · 
WK 1998 · 
WK 2002 · 
WK 2010 · 
WK 2014 ·
WK 2022
OS 1984 · 
OS 2000 · 
OS 2008
1961 · 
1960 · 
1961 · 
1962 · 
1963 · 
1964 · 
1965 · 
1966 · 
1967 · 
1968 · 
1969 · 
1970 · 
1971 · 
1972 · 
1973 · 
1974 · 
1975 · 
1976 · 
1977 · 
1978 · 
1979 · 
1980 · 
1981 · 
1982 · 
1983 · 
1984 · 
1985 · 
1986 · 
1987 · 
1988 · 
1989 · 
1990 · 
1991 · 
1992 · 
1993 · 
1994 · 
1995 · 
1996 · 
1997 · 
1998 · 
1999 · 
2000 · 
2001 · 
2002 · 
2003 · 
2004 · 
2005 · 
2006 · 
2007 · 
2008 · 
2009 · 
2010 · 
2011 · 
2012 · 
2013 ·
2014 ·
2015 ·
2016 ·
2017 ·
2018 ·
2019 ·
2020 ·
2021 ·
2022
Albanië ·
Algerije ·
Angola ·
Argentinië ·
Australië ·
Benin ·
Bolivia ·
Brazilië ·
Bulgarije ·
Burkina Faso ·
Burundi ·
Canada ·
Centraal-Afrikaanse Republiek ·
Chili ·
Colombia ·
Comoren ·
Congo-Brazzaville ·
Congo-Kinshasa ·
Costa Rica ·
Cuba ·
Denemarken ·
Duitsland ·
Egypte ·
Engeland ·
Equatoriaal-Guinea ·
Eritrea ·
Ethiopië ·
Finland ·
Frankrijk ·
Gabon ·
Gambia ·
Georgië ·
Ghana ·
Griekenland ·
Guinee ·
Guinee-Bissau ·
Ierland ·
India ·
Indonesië ·
Iran ·
Italië ·
Ivoorkust ·
Jamaica ·
Japan ·
Kaapverdië ·
Kenia ·
Koeweit ·
Kroatië ·
Lesotho ·
Liberia ·
Libië ·
Luxemburg ·
Madagaskar ·
Malawi ·
Mali ·
Marokko ·
Mauritanië ·
Mauritius ·
Mexico ·
Moldavië · 
Mozambique ·
Namibië ·
Nederland ·
Niger ·
Nigeria ·
Noord-Macedonië ·
Noorwegen ·
Oeganda ·
Oekraïne ·
Oezbekistan ·
Oostenrijk ·
Panama ·
Paraguay ·
Peru ·
Polen ·
Portugal ·
Roemenië ·
Rusland ·
Rwanda ·
Saoedi-Arabië ·
Sao Tomé en Principe ·
Senegal ·
Servië ·
Sierra Leone ·
Slowakije ·
Soedan ·
Somalië ·
Sovjet-Unie ·
Swaziland ·
Tanzania ·
Thailand · 
Togo ·
Tsjaad ·
Tunesië ·
Turkije ·
Verenigde Staten ·
Zambia ·
Zimbabwe ·
Zuid-Afrika ·
Zuid-Korea ·
Zuid-Soedan ·
Zweden ·
Zwitserland
Brazilië (2014) · 
Brazilië (2022) · 
Denemarken (2010) · 
Egypte (2017) ·
Frankrijk (2003) · 
Italië (1982) · 
Japan (2010) · 
Kroatië (2014) · 
Mexico (2014) ·
Nederland (2010) · 
Peru (1982) · 
Polen (1982) · 
Servië (2022)